# Frank Uhlig
Frank Uhlig (* 8. Dezember 1955 in Zschopau) ist ein ehemaliger deutscher Fußballspieler.

## Sportliche Laufbahn

### Gemeinschafts- und Clubstationen
Frank Uhlig begann seine Laufbahn  in seiner Geburtsstadt bei der BSG Motor Zschopau. 1972 ging er zur BSG Fortschritt Krumhermersdorf, deren 1. Mannschaft zu diesem Zeitpunkt in der drittklassigen Bezirksliga vertreten war. Zwei Jahre später wechselte er zum Erstligisten FC Karl-Marx-Stadt, spielte aber vorerst nur in der Reserveelf in der zweitklassigen Liga. Vor der Saison 1975/76 rückte die Defensivkraft in den Oberligakader auf, nachdem er bereits gegen Ende der Spielzeit 1974/75 in der ostdeutschen Beletage debütiert hatte. Seinen ersten Auftritt hatte Uhlig am 19. Spieltag, an dem der FCK den FC Rot-Weiß Erfurt zu Hause mit 3:0 besiegte. Von Trainer Dieter Erler wurde der Teenager im Fachblatt fuwo – Die neue Fußballwoche für seinen Einstand gelobt: „Ich freue mich über das gelungene Debüt des 19jährigen Uhlig, der seine Chance nutzte.“
Ab der Saison 1976/77 konnte er sich in der 1. Mannschaft des FCK etablieren und war in neun Spielzeiten in Folge in mehr als 20 Punktspielen pro Saison am Ball. Er bestritt in Karl-Marx-Stadt insgesamt 268 Pflichtspiele – davon bis zum Spieljahr 1984/85, nach dem er seine Laufbahn beendete, 237 in der Oberliga. Seine in der höchsten Spielklasse des DDR-Fußballs erzielten 30 Tore waren vielfach Kopfballtreffer. Seine Exzellenz im Kopfballspiel half seinen Mannschaften sowohl in der Offensive als auch in der Defensive. Im FDGB-Pokal drang Uhlig mit dem FCK einmal ins Endspiel vor: Das Finale 1982/83 verloren die Karl-Marx-Städter jedoch deutlich mit 0:4 gegen den 1. FC Magdeburg.

### Auswahleinsätze
Ab Frühjahr 1978 gehörte der FCK-Abwehrspieler zum Kader der U-21-Auswahl der DDR. Für die Nachwuchsauswahl lief er in fünf Partien auf und gewann mit seinen Teamkollegen die Silbermedaille bei der U-21-EM 1978.
Am 7. Mai 1980 absolvierte Uhlig in der Begegnung zwischen der DDR und der Sowjetunion (2:2), in dem die Olympiaauswahl von Trainer Rudolf Krause und nicht die A-Elf von Coach Georg Buschner auf die UdSSR-Olympiavertretung traf, sein einziges A-Länderspiel. Im gleichen Jahr bestritt er bei den Olympischen Spielen 1980 in Moskau zwei Endrundenspiele in der DDR-Olympiaelf, die ihm mit dem Gewinn der Silbermedaille den größten Erfolg seiner Fußballkarriere bescherten. Im Finale selbst wurde er nicht eingesetzt. Mit seinen Mannschaftskameraden wurde er im selben Jahr mit dem Vaterländischen Verdienstorden in Bronze ausgezeichnet. Uhlig bestritt insgesamt 21 Spiele für die Olympiaelf der DDR und war zunächst auch beim Neuaufbau der Mannschaft des Teams für die Spiele in Los Angeles eingeplant, verschwand aber mit Beginn des Jahres 1983 und der in jenem Frühjahr beginnenden Qualifikation aus dem Fokus der Auswahlverantwortlichen mit Cheftrainer Bernd Stange.

## Weiterer Werdegang
Nach der Wende wurde Uhlig Energieberater. Er leitet heute die Chemnitzer Außenstelle der Stadtwerke Annaberg-Buchholz. Mit dem Fußball ist er nach wie vor verbunden. Er organisiert Fußballcamps und -fahrten für Kinder und Jugendliche.